# MQ-1 Predator
MQ-1 Predator (с англ. — «Хищник») — американский многоцелевой беспилотный летательный аппарат производства General Atomics Aeronautical Systems.
MQ-1 состоял на вооружении ВВС США. Активно применялся на территории Ирака и Афганистана.

## История создания
Первый полёт состоялся в 1994 году. В феврале 2001 года на авиабазе ВВС США Неллис впервые были выполнены испытательные пуски противотанковых ракет (ПТУР) AGM-114 «Хеллфайр» с борта БПЛА «Predator». «Хищник» может вооружаться двумя ПТУР (по одной под каждой консолью крыла).
Наведение на цель производится с помощью штатного лазерного целеуказателя. Фирма GA-ASI работает над следующим поколением беспилотных самолётов] Predator, которое получило название Predator B (MQ-9 Reaper), с более высокими характеристиками, массу целевой нагрузки планируется увеличить до 300 кг, а максимальную высоту полёта — до 13 700 метров, скорость Predator B будет превышать 400 км/ч, а максимальная продолжительность полёта — 24 часа.
В 2009 году общий налёт беспилотных летательных аппаратов типа Predator, стоящих на вооружении ВВС США, достиг полумиллиона часов. По состоянию на начало 2009 года на территории Ирака и Афганистана одновременно использовалось более тридцати беспилотных летательных аппаратов MQ-1B Predator.
В марте 2010 года суммарный налёт MQ-1B Predator в ВВС США достиг 700 000 часов.
В США запущена в мелкосерийное производство следующая модификация MQ-1C Grey Eagle. Пентагон уже оплатил 399 миллионов долларов американской фирме General Atomics для запуска производства.
В 2010 году на компанию Netezza подала в суд фирма Intelligent Integration Systems. Истец утверждает, что Netezza при выполнении работы для государственного заказчика незаконно использовала продукты Geospatial Toolkit и Extended SQL Toolkit, принадлежащие IISi. Согласно документам, представленным IISi, Netezza использовала взломанные версии программ.
3 марта 2011 года ВВС США получили последний из заказанных MQ-1 Predator. Больше БПЛА этого типа не будет поступать на вооружение, а имеющиеся будут постепенно заменяться новыми MQ-9 Reaper.
По состоянию на 2011 год было построено 360 БПЛА (285 RQ-1 и 75 MQ-1).

## Конструкция
Беспилотные самолёты «Predator» собраны из унифицированных авиационных механических, электрических и радиоэлектронных узлов, применяемых на пилотируемых самолётах. Благодаря такому подходу удалось создать надёжный летательный аппарат. Бортовое оборудование состоит из радиолокационной станции с синтезированной апертурой антенны (разрешение 0,3 м), двух цветных телевизионных камер DLTV, ИК-системы с шестью полями зрения, лазерного дальномера-целеуказателя и аппаратуры РТР/РЭБ. Оптоэлектронные средства размещены в шарообразном обтекателе.

## Стоимость
Стоимость одного БПЛА типа «Predator» в разное время была неодинакова, также она отличается в зависимости от модификации:
- в начале 2003 года стоимость одного БПЛА составляла 3,2 млн долларов США[9]
- в 2011 году стоимость одного БПЛА составляла 4,03 млн долларов США[5], а стоимость одного часа полёта — 3234 доллара США[10].

## Потери

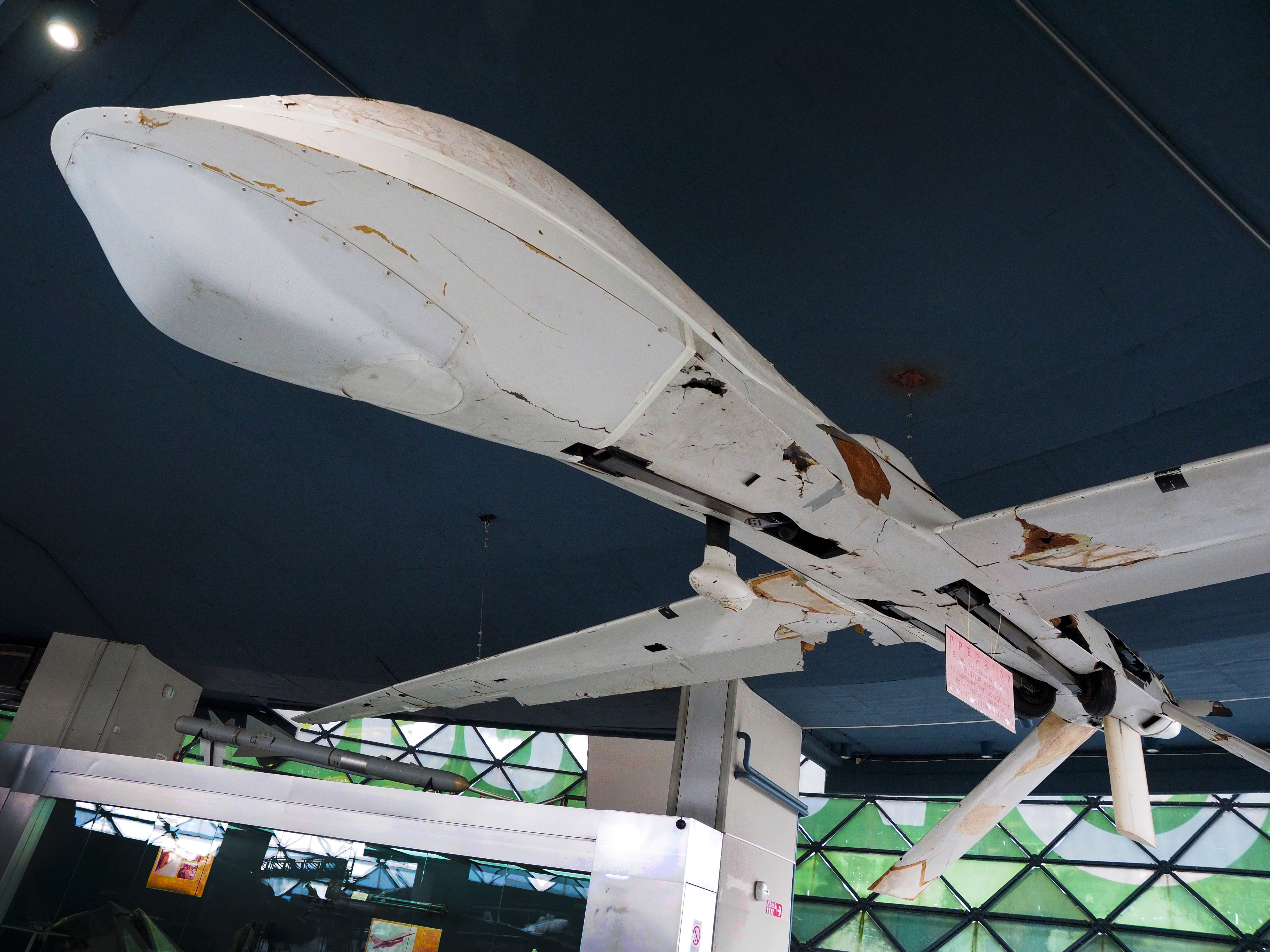
Сбитый американский MQ-1 Predator в Белградском музее авиации

По российским заявлениям, с 1997 года по 18 января 2010 года ВВС США потеряли 58 MQ-1/RQ-1 Predator.
По данным США, потери были выше: к 16 марта 2009 года было потеряно 70 MQ-1/RQ-1 Predator; из них 4 были сбиты, 11 потеряны в ходе боевых действий по иным причинам и 55 были потеряны в результате отказа оборудования, ошибки пилота и по иным причинам.
В течение 2015 года потери США составили 10 уничтоженных и серьёзно повреждённых БПЛА «Predator» (один из которых был сбит, а остальные выведены из строя или потеряны по небоевым причинам).

###### Развёрнутая информация имеется о следующих потерях БПЛА этого типа
| Дата             | Модификация и бортовой номер | Место                                           | Военный конфликт                      | Описание |
| ---------------- | ---------------------------- | ----------------------------------------------- | ------------------------------------- | --- |
| 14.08.1995       | н/д                          | Босния                                          | Боснийская война                      | Сбит огнём ПВО |
| 14.08.1995       | н/д                          | Босния                                          | Боснийская война                      | Разбился из-за отказа двигателя |
| 18.04.1999       | RQ-1 95-3017                 | Босния, в районе военного аэродрома Тузла       | Война НАТО против Югославии           | Разбился из-за отказа топливной системы |
| 13.05.1999       | 95-3019                      | Союзная Республика Югославия, деревня Биба      | Война НАТО против Югославии           | Сбит югославской армией из ЗРК «Стрела-1М» |
| 20.05.1999       | 95-3021                      | Союзная Республика Югославия, деревня Талиновце | Война НАТО против Югославии           | Сбит югославской армией по одной версии из стрелкового оружия, по другой версии с помощью ЗРК «Стрела-1» |
| 14 сентября 2000 | RQ-1A                        | США, штат Невада                                |                                       | Авария при совершении посадки на испытательном полигоне авиабазы ВВС США Неллис |
| 26 августа 2001  | «Predator»                   | Ирак, в районе города Басра                     |                                       | БПЛА был сбит средствами ПВО Ирака при выполнении разведывательного полёта в воздушном пространстве Ирака. Министерство обороны США официально признало потерю БПЛА, но не комментировало, при каких обстоятельствах был утрачен БПЛА |
| декабрь 2001     | н/д                          | Афганистан, вблизи населённого пункта Шамангал  | Война в Афганистане (с 2001)          | Предположительно сбит средствами ПВО талибов |
| 22 января 2002   | н/д                          | Афганистан                                      | Война в Афганистане                   | Разбился в результате технической неисправности, он стал третьим аппаратом данного типа, который США потеряли с начала операции в Афганистане. Причиной потери БПЛА стал отказ двигателя                                              |
| 18 мая 2002      | н/д                          | Афганистан                                      | Война в Афганистане                   | Разбился в результате технической неисправности в 25 км от города Джейкобабад |
| 23.12.2002       | н/д                          | Ирак                                            |                                       | Сбит перехватчиком МиГ-25 ВВС Ирака, по ряду данных — во время попытки обстрелять МиГ-25 ракетами «Стингер» с небольшой дистанции. |
| 20 января 2003   | н/д                          | Пакистан                                        | Война в Афганистане                   | Разбился во время тренировочного полёта над южной частью Пакистана |
| весна 2003       | н/д                          | Ирак                                            | вторжение в Ирак                      | Уничтожение БПЛА вооружёнными силами Ирака официально подтвердило министерство обороны США |
| февраль 2007     | MQ-1 «Predator»              | Афганистан                                      | Война в Афганистане                   | Разбился в 60 милях к северо-востоку от города Джелалабад по причине технической неисправности |
| июнь 2008        | MQ-1 «Predator»              | Афганистан                                      | Война в Афганистане                   | Разбился в шести милях к югу от авиабазы Кандагар |
| ноябрь 2008      | н/д                          | Афганистан                                      | Война в Афганистане                   | Потерян над авиабазой Кандагар вскоре после взлёта в ветреную погоду — было утрачено управление и «Predator» разбился |
| 15.01.2010       | н/д                          | Афганистан                                      | Война в Афганистане                   | Разбился в южной части Афганистана при выполнении ночного полёта |
| 08.02.2011       | н/д                          | Йемен, провинция Абиян, около г. Лодар          | Революция в Йемене (2011-2012)        | Разбился |
| 14 апреля 2012   | MQ-1B «Predator»             | Афганистан                                      | Война в Афганистане                   | Разбился в результате отказа двигателя |
| 17 марта 2015    | «Predator»                   | Сирия, северная часть провинции Латакия         |                                       | Сбит огнём ПВО Сирии |
| 14 июля 2015     | MQ-1B «Predator»             | Афганистан                                      | операция «Решительная поддержка»      | Разбился в связи с отказом двигателя |
| 16 июля 2015     | MQ-1 «Predator»              | Ирак                                            |                                       | Разбился в связи с техническими неисправностями (потерей связи) |
| 7 января 2016    | MQ-1 «Predator»              | провинция Анбар, Ирак                           |                                       | Сбит |
| 16 июня 2019     | RQ-1C                        | Ирак                                            |                                       | Разбился в связи с техническими неисправностями (потерей связи) |
| 8 августа 2019   | RQ-1C 52187                  | Ирак                                            |                                       | БПЛА подвергся хакерскому перехвату |
| 20 ноября 2019   | MQ-1 «Predator»              | Ливия                                           | Гражданская война в Ливии (2014—2020) | Сбит огнём ПВО ЛНА к юго-западу от ливийской столицы Триполи |
| 21 ноября 2019   | MQ-1 «Predator»              | Ливия                                           | Гражданская война в Ливии (2014—2020) | Сбит огнём ПВО над военным лагерем Ярмук к югу от Триполи 166-м подразделением 9-й бригады ЛНА |

## Модификации
- RQ-1 — разведывательный БПЛА
- RQ-1 Predator XP — экспортная разведывательная модификация, лишённая возможности нести вооружение[42]. В 2010 году Predator XP прошёл сертификацию для гражданского рынка. В июле 2010 года минимальная стоимость данного БПЛА составляла около $5 млн.[43]
- MQ-1 — ударный БПЛА (MQ-1 Predator стал первой моделью БПЛА, способной нести оружие)
  - MQ-1A Predator — первая модификация ударного БПЛА
  - MQ-1B Predator — модернизированный ударный БПЛА
  - MQ-1C Grey Eagle — глубокая модернизация MQ-1: установлен новый двигатель, увеличены размах крыла и полезная нагрузка. Стоимость одного БПЛА на 2019 год составляет $21 млн.
- MQ-9 Reaper (Predator B)
- Avenger (Predator C)

## Тактико-технические характеристики
- Размах крыла, м: 14,84
- Длина самолёта, м: 8,23
- Высота, м: 2,21
- Масса, кг
  - пустого: 512[44]
  - максимальная взлётная: 1020

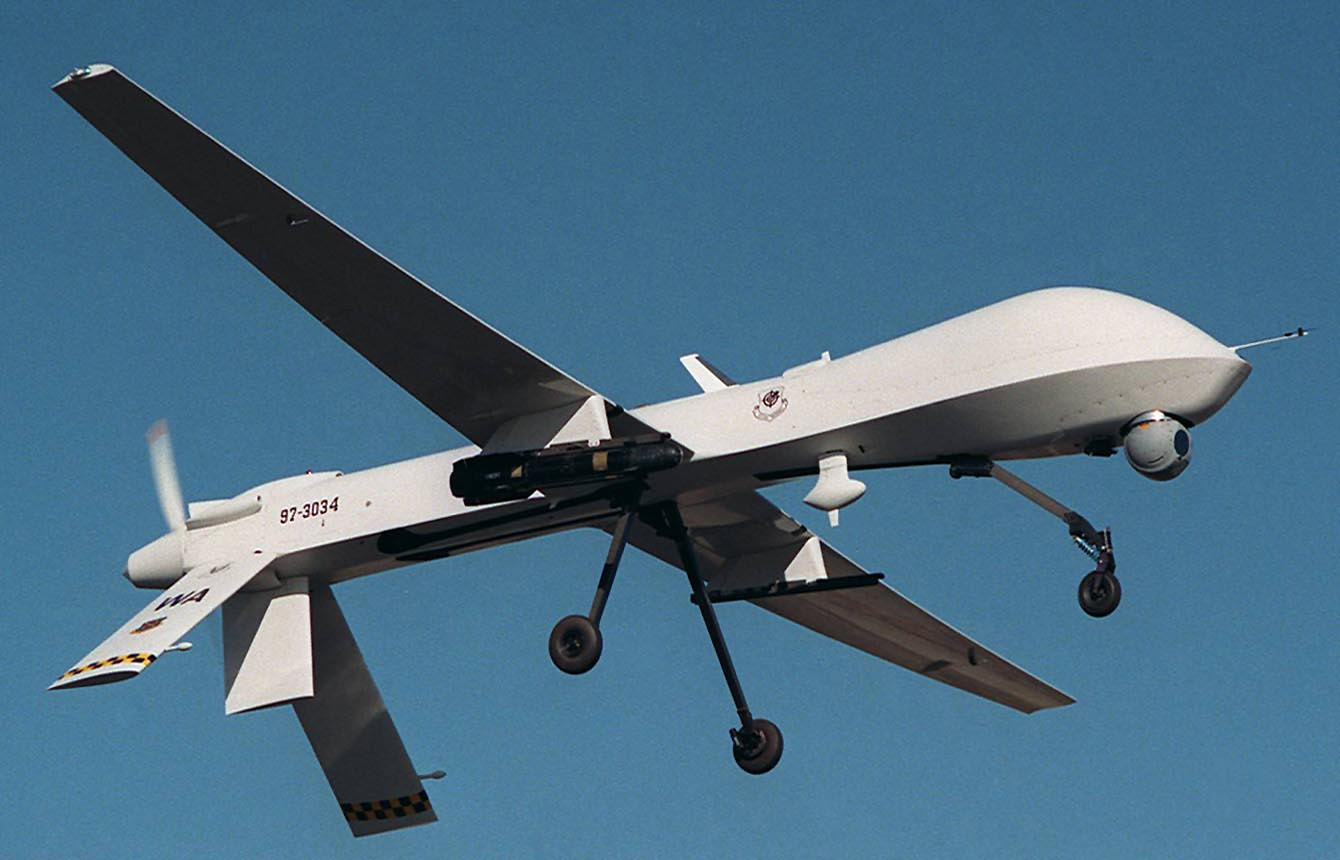
MQ-1 Predator, вооружённый ракетой «AGM-114 Hellfire»

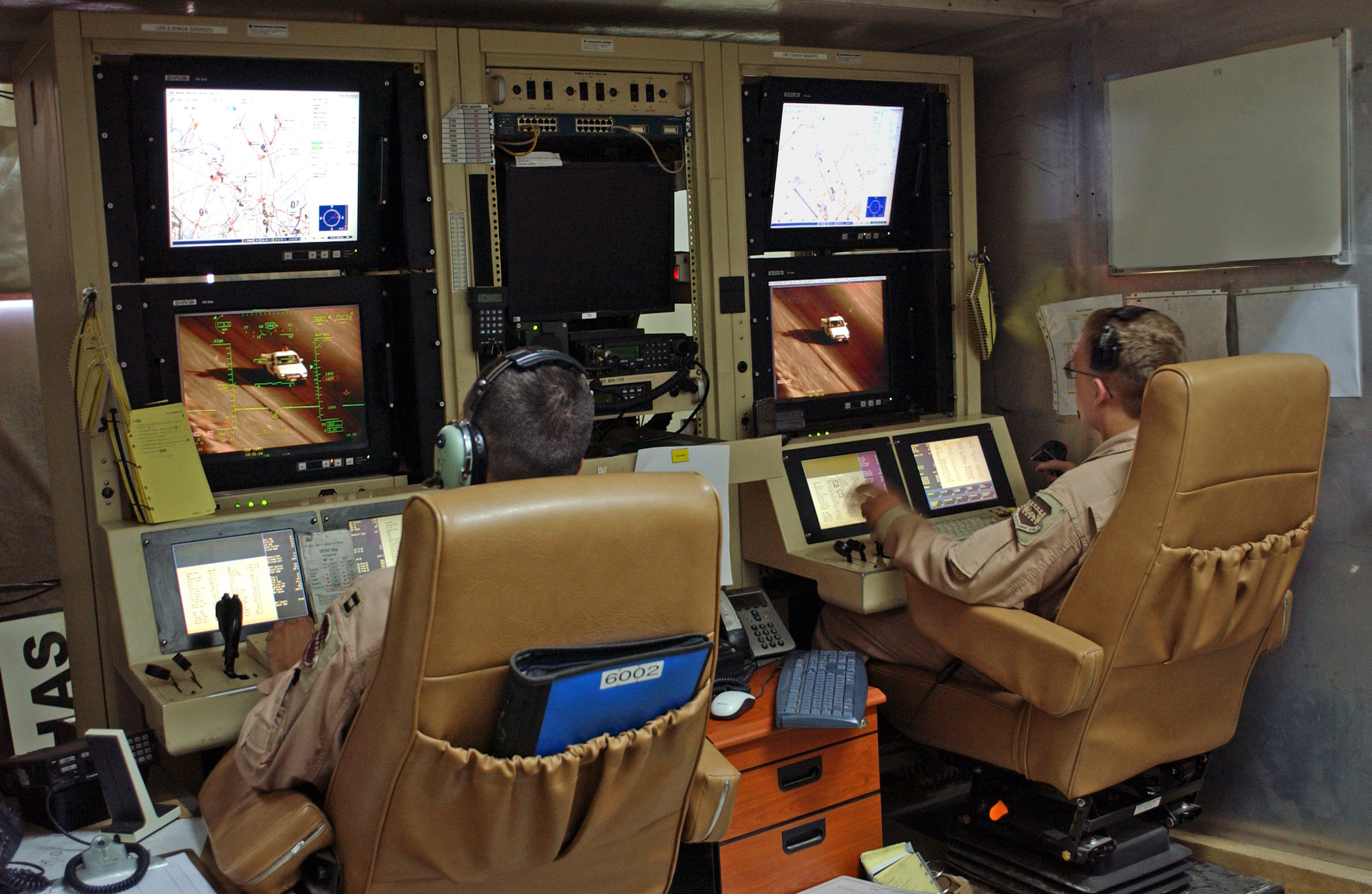
Оператор БПЛА на авиабазе Балад (лагерь «Анаконда»), Ирак, 20 апреля 2005 г.

- Тип двигателя: 1 x ПД Rotax 914 UL
- Мощность, л. с.: 105
- Максимальная скорость, км/ч: 217
- Крейсерская скорость, км/ч: 110—130
- Радиус действия, км: 740
- Продолжительность полёта, ч
  - нормальная более: 20
  - максимальная: 40
- Практический потолок, м: 7920

## На вооружении
- США — 145 MQ-1B и 137 MQ-1C, по состоянию на 2016 год[45] Выполняются поставки 158 единиц MQ-1C[46]

## Инцидент с перехватом видеопотока
В конце 2008 года в Ираке у захваченного партизана был изъят ноутбук с перехваченным видео с беспилотного самолёта. В 2009 году объём изъятых у партизан перехваченных видеозаписей составил несколько суток. Для видеоперехвата использовалась программа SkyGrabber российской компании SkySoftware (уязвимости были подвержены данные, передаваемые с «Predator»).
Позднее выяснилось, что видеосигнал с американского БПЛА (в отличие от сигнала управления) ретранслировался коммуникационным спутником без какого-либо шифрования или иной защиты. Это позволяло «читать» данный «открытый» сигнал обычными, коммерческими программными продуктами как SkyGrabber.
По утверждению представителей Пентагона, данная уязвимость была известна со времён Войны НАТО в Югославии. Однако она не была устранена в связи с заниженной оценкой технической подготовки партизан и экономией средств. Также они заверили, что перехват видеосигнала никак не мог отразиться на безопасности управления БПЛА. Впоследствии военные заявили, что работы по устранению данной уязвимости уже ведутся.

## Боевое применение
Применяется ВВС США в Сирии на 2015 год.
Самолёты ВКС России 7 октября 2015 года в небе над Сирией условно перехватили MQ-1 ВВС США

## MQ-1 Predator в компьютерных играх
- В игре Call of Duty 4: Modern Warfare и её продолжениях Modern Warfare 2 и Modern Warfare 3 MQ-1 Predator использовался для поражения живой силы противника, бронетехники и авиатехники (вертолёты).
- В игре Command & Conquer: Generals — Zero Hour за фракцию США можно использовать разведывательный БПЛА MQ-1 Predator.
- В игре War Thunder используется для поражения бронетехники противника.
- В игре Digital Combat Simulator World используется для разведки, целеуказания и поражения бронетехники противника.
- В игре В тылу врага: Штурм 2 используется для разведки, целеуказания и поражения бронетехники противника.

## Сравнение средневысотных БПЛА
|                                 | Hermes 900      | Heron 1         | MQ-1B Predator      | MQ-1C Grey Eagle           | Дозор-600 (прототип) |
| ------------------------------- | --------------- | --------------- | ------------------- | -------------------------- | -------------------- |
| Внешний вид                     |                 |                 |                     |                            |                      |
| Принят на вооружение, год       | 2011            | 2007            | 2005                | 2008                       | —                    |
| Максимальная взлётная масса, кг | 970             | 1250            | 1020                | 1450                       | 720                  |
| Масса пустого, кг               | н/д             | н/д             | 512                 | н/д                        | н/д                  |
| Масса полезной нагрузки, кг     | 300             | 250             | 204                 | 260+225                    | 120                  |
| Размах крыла, м                 | 15,3            | 16,6            | 16,8                | 17,0                       | 12,0                 |
| Длина, м                        | 8,3             | 8,5             | 8,2                 | 8,5                        | 7,0                  |
| Высота, м                       | н/д             | 2,3             | 2,1                 | 2,1                        | 2,5                  |
| Практический потолок, м         | 9150            | 9150            | 7600                | 8850                       | 7500                 |
| Крейсерская скорость, км/ч      | 110—145         | 110—150         | 130                 | н/д                        | 120—150              |
| Максимальная скорость, км/ч     | 220             | 220             | 215                 | 250                        | 210                  |
| Практическая дальность, км      | 1500            | н/д             | 1200                | н/д                        | н/д                  |
| Продолжительность полета, ч     | 36              | 20-45           | 40                  | 30                         | 24                   |
| Тип двигателя                   | 1 х Rotax 914 F | 1 х Rotax 914 F | 1 х Rotax 914 F     | 1 x Thielert Centurion 1.7 | 1 х Rotax 914 F      |
| Мощность двигателя, л. с.       | 115             | 115             | 115                 | 135                        | 115                  |
| Вооружение                      | опция           | опция           | 2 х ПТУР «Хеллфайр» | 4 х ПТУР «Хеллфайр»        | опция                |
| Стоимость БПЛА                  | н/д             | н/д             | $4,03 млн           | $8,0 млн                   | н/д                  |
| Стоимость комплекса             | н/д             | н/д             | $20,0 млн           | $90,9 млн                  | н/д                  |

1. ↑  приведены данные современной модификации MQ-1B Block 10/15
2. ↑  в комплекс входит 4 БПЛА, пункт наземного управления и система спутниковой связи
3. ↑  в комплекс входит 4 БПЛА, пункт наземного управления и система спутниковой связи